# Parafia św. Stanisława Kostki w Kosyniu
Parafia św. Stanisława Kostki – parafia rzymskokatolicka w Kosyniu.
Parafia została erygowana w 1946 r.
Zabytkowy kościół parafialny jest dawną cerkwią prawosławną pw. św. Jana Chrzciciela. Został wybudowany w latach 1888–1891, w stylu bizantyjskim, według projektu architekta Wiktora Iwanowicza Syczugowa. Był gruntownie remontowany w latach 1953–1961.
Miejscowości należące do parafii: Kosyń, Macoszyn Duży, Macoszyn Mały oraz Osowa.